# Déficience visuelle

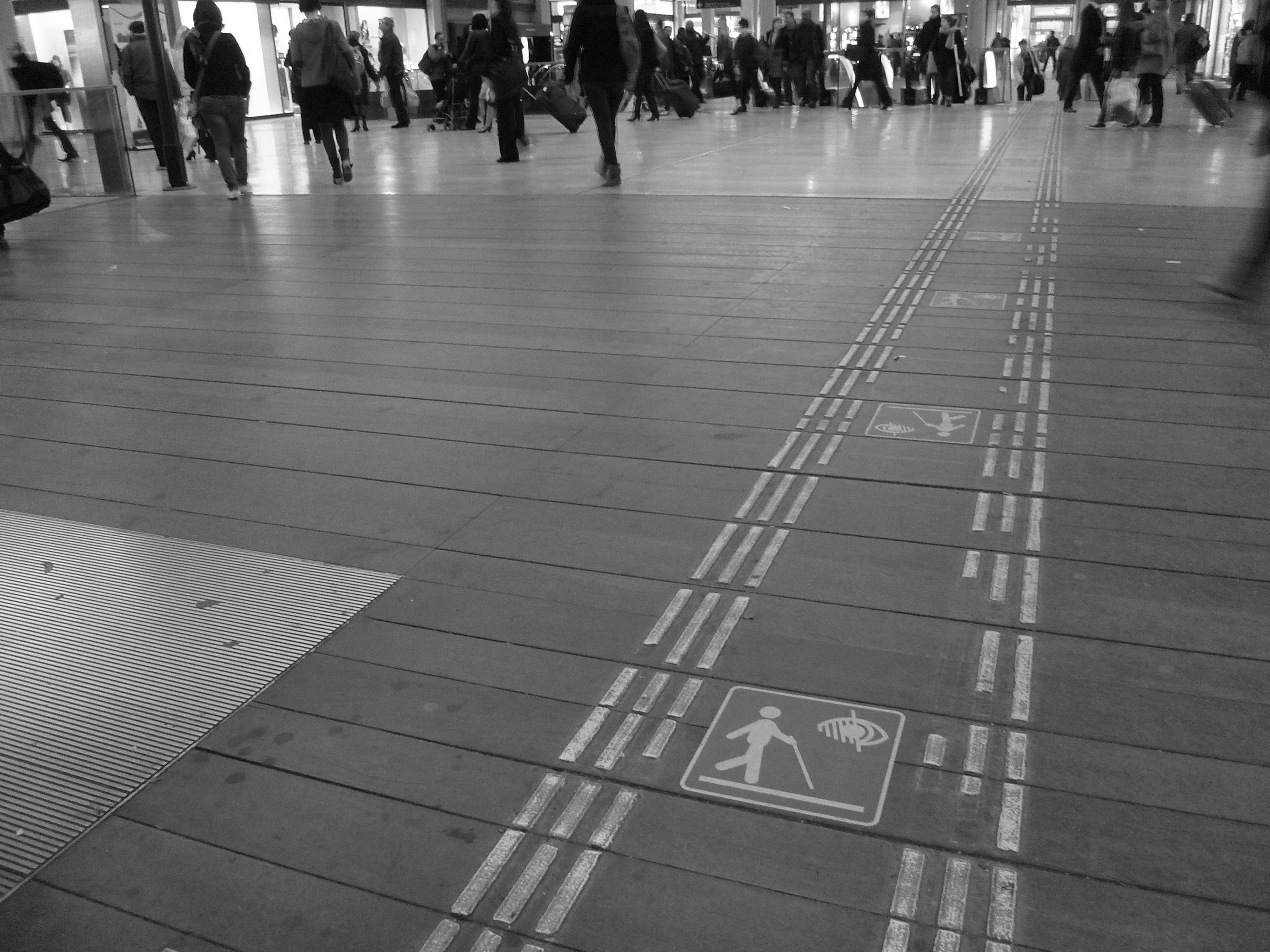
Surface podotactile à la gare de Paris-Est.

Un déficient visuel est une personne dont l'acuité visuelle est faible (malvoyante), voire inférieure à 1/20 pour le meilleur œil après correction (aveugle).

## Causes
Selon l'organisation mondiale de la santé (OMS), il existe différentes causes :
- les défauts de réfraction non corrigés : myopie, astigmatisme, hypermétropie et presbytie ;
- la cataracte ;
- la dégénérescence maculaire liée à l’âge ;
- le glaucome ;
- la rétinopathie diabétique ;
- l’opacité de la cornée;
- le trachome.